# Equuleus
Equuleus o el Caballito (llamada también en español la «constelación del Potro» o «del Caballo») es la segunda más pequeña de las 88 constelaciones, solo superada por la Cruz del Sur. A pesar de ello y de no ser de las más brillantes (ninguna de sus estrellas supera la magnitud 4), fue también una de las 48 constelaciones catalogadas por Ptolomeo.
Creado por Hiparco e incluido por Ptolomeo, colinda con Pegaso, el caballo mayor, pero adiferencia de esta se representa como una sola cabeza de caballo. Ptolomeo la catalogó como Ἵππου Προτομή («busto del caballo») para referirse a la parte superior de una figura animal; pero los astrónomos posteriores la denominaron como Equus primus y prior, como precediendo a Pegaso en el ascenso. De su pequeño tamaño vienen nuestro Equulus, Equiculus y Equus Minor. En I'Astronomie Populaire, se le denomina como Equus, el Caballo, siendo entonces Pegaso el Caballo Mayor.

## Mitología

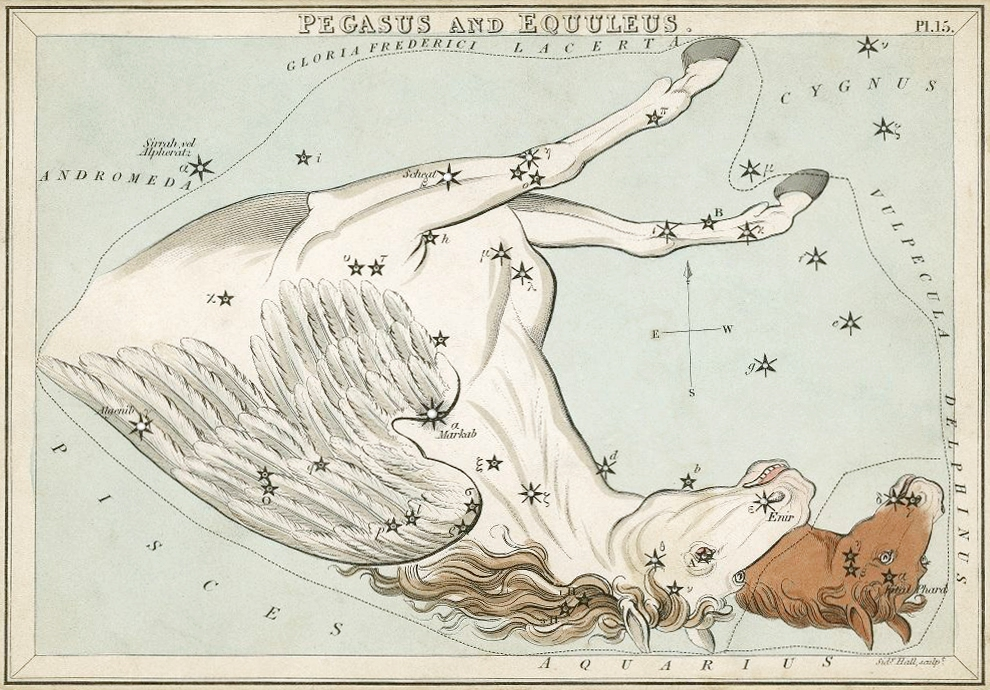
Visto en Espejo de Urania (1825)

En la mitología griega, un mito asocia a Equuleus con el potro Celeris (que significa "rapidez" o "velocidad"), que era hijo o hermano del caballo alado Pegaso. Celeris fue regalado a Cástor por Hermes. Otros mitos dicen que Equuleus es el caballo golpeado por el tridente de Poseidón, durante la contienda entre éste y Atenea a la hora de decidir cuál sería el superior. Debido a que esta sección de estrellas se eleva antes que Pegaso, a menudo se le llama Equus Primus, o el Primer Caballo. Equuleus también está relacionado con la historia de Filira y Saturno.

## Equivalente en astronomía china
En la astronomía china, las estrellas correspondientes a Equuleus se ubican dentro de la Tortuga Negra del Norte (北方玄武, Běi Fāng Xuán Wǔ).

## Características notables

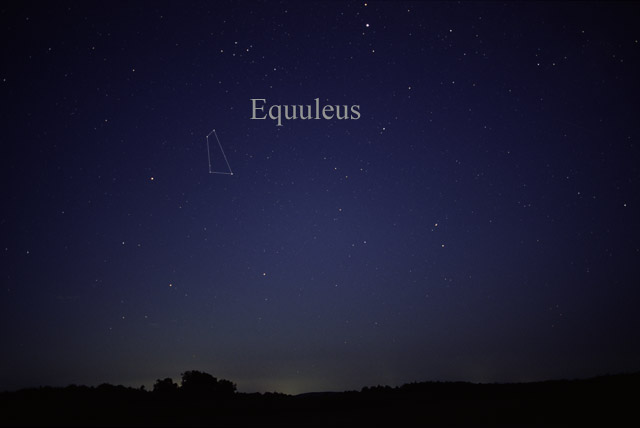
Constelación de Equuleus.

Equleuus no es una constelación particularmente sobresaliente. Su estrella más brillante es α Equulei (Kitalpha), de magnitud 3,92. Es una estrella amarilla de magnitud 3,9, a 186 años luz de la Tierra. Su nombre tradicional significa "la sección del caballo".
Hay pocas estrellas variables en Equuleus. Solo cerca de 25 son conocidas, la mayoría de las cuales son oscuras.  γ Equulei es una variable Alfa2 Canum Venaticorum, cuyo brillo varía entre magnitud 4,58 y 4,77 con un periodo de casi 12½ minutos.  R Equulei es una variable Mira cuyo brillo oscila entre magnitud 8,0 y 15,7 en un período de cerca de 261 días.
Equuleus contiene algunas estrellas dobles de interés. γ Equulei está formada por una estrella primaria con una magnitud cerca de 4,7 (ligeramente variable) y una estrella secundaria de magnitud 11.6, separadas por 2 segundos de arco.  ε Equulei está formada por cuatro componentes.  Las tres más brillantes son de  magnitudes 6,0, 6,3, y 7,2.  δ Equulei es una estrella binaria con una órbita periódica de 5,7 años, la cual es a la vez la más corta de los períodos orbitales de una estrella binaria visual. La separación de las dos componentes del sistema nunca supera los 0,35 segundos de arco.

## Estrellas
Estrellas con nombre propio:
- (8/α Equ) 3,92 Kitalpha [Kitel Phard, Kitalphar]
<  قطعة الفرس  qiţcat[u] al-faras Parte del caballo

Estrellas con designación Bayer:
10/β Equ 5,16; 5/γ Equ 4,70; 7/δ Equ 4,47; 1/ε Equ 5,30; 2/λ Equ 6,72
Estrellas con designación Flamsteed:
3 Equ 5,63; 4 Equ 5,94; 6 Equ 6,07; 9 Equ 5,81
Otras estrellas:
U Equulei 14,5; estrella peculiar
Equuleus contiene algunas estrellas dobles de interés.  γ Equ está formada por una estrella primaria con una magnitud en torno a 4,7 (ligeramente variable) y una estrella secundaria de magnitud 11,6, separadas por 2 segundos de arco.  Epsilon Equulei es una estrella triple también denominada 1 Equulei. El sistema, a 197 años-luz de distancia, tiene una primaria de magnitud 5,4 que es a su vez una estrella binaria; sus componentes son de magnitud 6,0 y 6,3 y tienen un período de 101 años. La secundaria tiene una magnitud de 7,4 y es visible con telescopios pequeños. Las componentes de la primaria se están acercando y no serán divisibles en telescopios de aficionado a partir de 2015. δ Equ es una estrella binaria con un período orbital de 5,7 años, que en su momento fue el período orbital más corto conocido para una binaria óptica. Las dos componentes del sistema nunca están separadas más de 0,35 segundos de arco.

## Tabla de estrellas
| Nombre propio   | designación Bayer | designación Flamsteed | Otras designaciones | Ascensión recta | declinación  | Magnitud aparente |
| --------------- | ----------------- | --------------------- | ------------------- | --------------- | ------------ | ----------------- |
| Épsilon Equulei | ε                 | 1                     | ADS 14499, Σ2737    | 20h 59m 04,4s   | +04° 17′ 37″ | 5,23              |
|                 |                   | 3                     |                     | 21h 04m 34,7s   | +05° 30′ 10″ | 5,61              |
|                 |                   | 4                     |                     | 21h 05m 26,7s   | +05° 57′ 30″ | 5,94              |
| Gamma Equulei   | γ                 | 5                     | ADS 14702AB         | 21h 10m 20,5s   | +10° 07′ 54″ | 4,69v             |
|                 |                   | 6                     | ADS 14702D          | 21h 10m 31,2s   | +10° 02′ 56″ | 6,07              |
| Delta Equulei   | δ                 | 7                     | ADS 14773           | 21h 14m 28,9s   | +10° 00′ 25″ | 4,49              |
| Kitalpha        | α                 | 8                     |                     | 21h 15m 49,4s   | +05° 14′ 52″ | 3,92              |
|                 |                   | 9                     |                     | 21h 21m 04,8s   | +07° 21′ 16″ | 5,82              |
| Beta Equulei    | β                 | 10                    | ADS 14920           | 21h 22m 53,6s   | +06° 48′ 40″ | 5,16              |

## Objetos notables de cielo profundo
Debido a que es de tamaño pequeño y su distancia del plano de la Vía Láctea, Equuleus no contiene objetos notables de cielo profundo. Son notables las galaxias NGC 7015, NGC 7040, NGC 7045 y NGC 7046.